# Ecgberht
Ecgberht (auch Egbert) ist ein angelsächsischer männlicher Vorname. Der Name ist aus den Elementen Ecg- (=„Schneide, Schwert“) und -berht/-beorht (=„glänzend, edel, prächtig“) zusammengesetzt. Bedeutende Namensträger sind:
- Ecgberht I. (Kent), König von Kent (664–673)
- Ecgberht (Rathmelsigi), Mönchspriester im Kloster Rathmelsigi, christlicher Heiliger und möglicherweise Bischof von Lindisfarne (639–729)
- Ecgberht (York), Bischof von York (732–735), Erzbischof von York (735–766)
- Ecgberht II. (Kent), König von Kent (764–784)
- Egbert von Lindisfarne, Bischof von Lindisfarne (802–821)
- Egbert von Wessex, König von Wessex (802–839)
- Ecgberht I. (Northumbria), König von Northumbria (867–872)
- Ecgberht II. (Northumbria), König von Northumbria (876–878)

siehe auch
- Egbert
- Eckbert
- Ecgbert